# Energía baja en carbono

Proporción de energía primaria de fuentes bajas en carbono, 2018

La energía baja en carbón es la procedente de tecnologías que emiten bajas cantidades de dióxido de carbono en comparación con los combustibles fósiles que se utilizan convencionalmente. Entre las energías que producen bajas cantidades de dióxido de carbono están: energía nuclear, eólica, biogás e hidroeléctrica. El término excluye en gran medida las fuentes convencionales de plantas de combustibles fósiles, y solo se usa para describir un subconjunto particular de sistemas de energía de combustibles fósiles en funcionamiento, específicamente, aquellos que se acoplan exitosamente con un sistema de captura y almacenamiento de carbono de gases de combustión.